# Ilyes Satouri
Ilyes Satouri, alias Stephano, né le 12 mars 1993, est un joueur professionnel franco-tunisien du jeu de stratégie en temps réel StarCraft II ; il joue la race zerg. Membre de l'équipe française Millenium de 2010 à 2012, puis de l'équipe américaine Evil Geniuses, il gagna les ESWC 2011 et le titre de champion d'Europe en remportant les WCS Europe. Il fait partie des joueurs les plus récompensés de StarCraft II et les plus populaires, avec plus de 13 millions de vues sur Twitch et 69 500 abonnés sur Twitter.

## Biographie

### Les débuts surWarcraft III(2003-2010)
Stephano commence à jouer aux jeux de stratégie à 10 ans, lorsqu'il achète Warcraft III : The Frozen Throne, jeu sorti en 2003. N'ayant pas internet, il commence par jouer uniquement contre l'ordinateur. Deux ans et demi plus tard, il commence à jouer à niveau compétitif avec la race humaine. Il rejoindra plusieurs équipes amateurs comme w3a ou légionnaire. En décembre 2008, il gagne la première compétition en réseau local de sa carrière puis rejoint l'équipe Millenium.

### StarCraft II(2010-2013)

#### Premiers pas (septembre 2010-mai 2011)
À la sortie de la version bêta du jeu StarCraft II, Millenium souhaita que les joueurs de l’équipe — spécialistes de Warcraft III — changent pour StarCraft II. À cette époque, Stephano ne souhaitait pas commencer à jouer à StarCraft ; il quitta donc l’équipe Millenium.
C’est à partir du mois de septembre 2010 qu’il commença à jouer à StarCraft II et rejoignit l'équipe amateur ToY-gaming. Il choisit la race Zerg, race qu’il trouve être la plus proche de la race humaine de Wacraft III. Le 7 octobre 2010, après un mois d'entrainement, il fut de nouveau recruté par Millenium. Mais puisqu’étant encore élève en classe de terminale à cette époque, il fut recruté en tant que joueur semi-professionnel.
Il remporta sa première récompense à la fin de sa première semaine chez Millenium où il participa à sa première compétition de StarCraft II, la PxL-Lan#28 à Arles et finit quatrième. À la fin du mois, il prit la troisième place de l’Azerty Party 2010.
De janvier à mai, il participa de nouveau à plusieurs compétitions en réseau local et parvint à prendre la troisième place au classement des Masters, se qualifiant ainsi pour la finale prenant place au mois de juillet et servant de tournoi qualificatif pour l'ESWC 2011.
Pendant cette même période, Stephano participa à de nombreux tournois en ligne hebdomadaires, remportant notamment quatre Go4SC2.

#### Le début du succès en Europe (juin-août 2011)
Le 23 juin, une semaine après avoir obtenu son Baccalauréat, Stephano prit part pour la première fois à un tournoi majeur, la HomeStory Cup III. Il finit à la première place de son groupe en battant 2-0 le futur champion Huk. Après avoir été envoyé en tournoi secondaire par le suédois ThorZaiN, il gagna trois matchs avant de se faire éliminer par le sud-coréen MC, prouvant ainsi qu'il était capable de faire jeu égal avec les autres joueurs non coréens.
Le 3 juillet, Stephano gagna la finale des Masters, remportant ainsi un prix de 2 500 € et la qualification pour les ESWC.
Le mois suivant, Stephano se rendit en Finlande pour participer à l'ASUS ROG Summer 2011. Il prit de nouveau la première place de son groupe. Il perdit en demi-finale 2-3 contre l'ukrainien DIMAGA et prit la troisième place en battant le russe Brat_OK 3-0.
Début septembre 2011, Il se qualifia aux IGN Proleague Season 3 en gagnant le troisième tournoi qualificatif en ligne. Le 12 septembre, il annonça vouloir prendre une année sabbatique pour jouer à plein temps. Il dit avoir été approché par plusieurs équipes importantes mais avoir décliné leurs offres pour rester chez Millenium.

#### L'ascension(septembre-décembre 2011)
Le 18 septembre, l'équipe américaine compLexity Gaming annonça le recrutement de Stephano. Plus tard dans la même journée, Millenium annonça que le joueur français resterait dans l'équipe pour au moins douze mois et accusèrent l'équipe américaine d'avoir employé des moyens désorientants pour influencer le jeune joueur. Après des négociations, les deux équipes parvinrent à un accord à la suite duquel le joueur paya une amende et son contrat avec compLexity fut annulé. Il signa donc un contrat avec Millenium.
Début octobre, Stephano se rendit à Atlanctic City pour participer aux IPL3. Il finit second de son groupe. En série éliminatoire, il battit le canadien KiWiKaKi et les coréens viOLet, inori et TheStC. Il rencontra le coréen Lucky en finale et le battit 4-0, remportant ainsi le tournoi et les 30 000 $ du vainqueur. Il obtient également une place pour la Blizzard Cup.
Deux semaines après, il rentra en France pour participer aux ESWC 2011. Il prit la première place sans perdre de matchs. En série éliminatoire, il battit l'américain Axslav, l'italien ClouD et le coréen Marine King (MKP). En finale, il rencontra le Polonais MaNa et gagna par 3-1. Il remporta ainsi 26 000 $.
Au mois de décembre, il se rendit en Corée du Sud pour participer à la Blizzard Cup. Il rata de peu la qualification pour les séries éliminatoires en gagnant contre DRG et HerO mais en perdant contre Mvp et MC. Pendant son voyage, il résidait dans la « Gaming House » — maison dans laquelle les joueurs d’une même équipe vivent en s’entrainant ensemble — de l'équipe Old Generations.

#### Le retour en Europe (janvier-février 2012)
À son retour de Corée en janvier, il participa à la HomeStory Cup IV où il fut éliminé durant la seconde phase de poule en perdant contre MKP et MC.
En février, il participa au tournoi Asus ROG Winter 2012. Il finit premier de son groupe. En demi-finale, il battit 3-0 le champion en titre de la NASL (en) Puma. Il perdit 4-1 en final face à Polt.

#### Tournée en Amérique (mars-avril 2012)

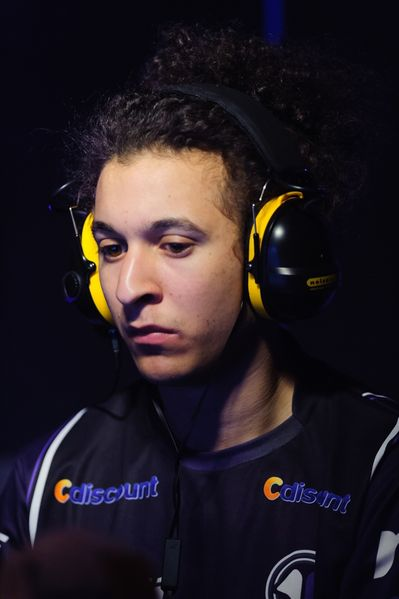
Stephano aux IPL4.

En mars, il retraversa l'Atlantique pour participer à plusieurs tournois hors ligne. Il commença par un match d’exhibition au SXSW contre l'ukrainien White-Ra avec 5 000 $ à la clé. Il gagna ce match 5-1,. Il participa ensuite au Lone Star Clash à Austin. Il remporta les 5 000 $ du vainqueur en battant deux fois son rival, Polt. Avec ce gain, il passa la barre des 100 000 $ de gains en tournois.
Il participa ensuite à la MLG Winter Championship 2012. Il perdit contre Polt, puis contre inori en tournoi secondaire.
En avril, il participa aux IPL4 à Las Vegas. Il se qualifia pour les séries éliminatoires puis passa le premier tour en battant Bomber. Il perdit ensuite contre NesTea et contre MMA en tournoi secondaire.

#### La poursuite de la carrière (avril-juin 2012)
Le 19 juin, Stephano annonça la prolongation sa carrière pour une année supplémentaire. Il annonça en outre qu'il retournerait en Corée pendant l'été.
Il se rendit ensuite aux États-Unis pour participer à la MLG Spring Arena 2 à New York et au Red Bull Battlegrounds à Austin. À la MLG, il arriva en « finale des vainqueurs » où il perdit face à viOLet. Il perdit ensuite contre Symbol en petite finale. Au Red Bull Battlegrounds, il sortit premier de son groupe. Il battit ensuite PartinG mais perd contre MC en demi-finale. Il battit Squirtle dans le match pour la troisième place.
Le 8 juin, il participa à la MLG Spring Championship. Il arriva en demi-finale. Il perdit face à MarineKing puis face au suédois SaSe. Le 16 juin, il participa à la DreamHack Summer 2012. Il perdit contre MaNa en demi-finale.

#### Le champion de la NASL saison 3 (juillet 2012)
Au début du mois de juillet, il participa aux WCS France. Il remporta le tournoi sans perdre de partie.
Une semaine après, il se rendit à Toronto pour participer aux séries éliminatoires de la NASL. Il rencontra le coréen HerO et le battit 3-1. En demi-finale, il rencontra le MC et remporta la victoire par 4-2. En finale, il rencontra un autre coréen, Alicia et gagna par 4-0 devenant le nouveau champion de la NASL et remportant ainsi 30 000 $.

#### Transfert chezEvil Geniuses(août-septembre 2012)
Le 7 août, Stephano se rendit en Corée du Sud. Il séjourna dans la « gaming house » de l'équipe Team SCV Life et s'entraina avec les joueurs de cette équipe. Il rentra en France le 19 août.
Le 21 août, Stephano et Millenium annoncèrent que le joueur avait décliné l'offre de contrat de l'équipe pour une nouvelle année. Stephano rejoignit donc une nouvelle équipe au mois de septembre,. La dernière apparition de Stephano sous le maillot Millenium provint trois jours après l'annonce de son départ, à la MLG Summer Championship où il réalisa un top 12. À la fin du mois, il participa et remporta la MSI Pro Cup #13 — tournoi en ligne organisé par Millenium. Il gagna ainsi son dernier tournoi sous les couleurs Millenium la veille de la fin de son contrat.
Son transfert chez Evil Geniuses (EG) fut annoncé le 11 septembre via un documentaire vidéo nommé « Geniuses Falling ». Sa première apparition pour cette équipe se déroula le même jour pendant un match entre les équipes EG et Team Liquid. Il apporta la victoire à son équipe en gagnant deux parties.
Le 15 septembre, Stephano participa à son premier tournoi hors-ligne avec EG, la finale Europe des WCS, qui se tint à Stockholm. Il remporta ce tournoi obtenant ainsi le titre et un prix de 24 000 $. La semaine suivante, il participa à la DreamHack Valencia où il fit top 8.

#### Suspension et résultats mitigés (octobre 2012 - 2013)
Le 13 octobre, l’équipe Evil Geniuses annonça la suspension sans rémunération et l’interdiction de participation aux tournois pour un mois de Stephano pour des commentaires inappropriés.
Début novembre, Stephano défendit son titre de champion des ESWC aux ESWC 2012. Il sortit des poules sans perdre de partie et arriva en demi-finale. Il y perdit face à MaNa. Il prit la troisième place en gagnant face au français NeOAnGeL.
Peu après, il se rendit de nouveau à Austin pour participer au Lone Star Clash 2. Il parvint en finale sans perdre de parties. En finale, il battit son opposant, le coréen Bomber.
Mi-novembre, après une contreperformance aux finales mondiales des WCS — où il ne sortit pas des poules, il se rendit à la DreamHack Winter 2012 où il ne sortit pas non plus des poules. Fin novembre, il se rendit à Las Vegas pour participer aux IPL5 où il réalisa un top 32.
Mi-décembre, il participa à la HomeStory Cup VI et prit la 4e place. Le 28 décembre, il annonça sa future participation à la GSL, confirmé plus tard par l'organisateur. Durant son voyage en Corée, Stephano participa à la Proleague — ligue par équipe organisée par la KeSPA — avec la réunion entre les deux équipes Team Liquid et Evil Geniuses.
Le 6 août 2013, Stephano décida d'arrêter sa carrière professionnelle, à la fin de son contrat avec Evil Geniuses. Cet arrêt fut dû notamment à un manque de motivation depuis la fin de « Wings of Liberty » — version de StarCraft II remplacée par « Heart of the Swarm », et sera mis à profit pour reprendre ses études.

## Palmarès
En février 2013, les gains en tournois de Stephano s'élevèrent à 208 500 $. Il était le joueur français ayant gagné le plus de gains, tous jeux confondus, le 21e joueur mondial, et le 4e joueur mondial sur StarCraft II

### 2010 (non exhaustif)
| date            | Nom du tournoi | Lieu          | Place              | Gain                              |
| --------------- | -------------- | ------------- | ------------------ | --------------------------------- |
| 10 octobre 2010 | PxL-Lan #28    | Arles, France | 4                  | inconnu                           |
| 31 octobre 2010 | Azerty Party   | Pau, France   | Médaille de bronze | 230 € et du matériel informatique |

### 2011 (non exhaustif)
| date             | Nom du tournoi                      | Lieu                                   | Place              | Gain     |
| ---------------- | ----------------------------------- | -------------------------------------- | ------------------ | -------- |
| 5 août 2011      | Assembly Summer 2011                | Helsinki, Finlande                     | Médaille de bronze | 2 000 €  |
| 9 octobre 2011   | IGN ProLeague Season 3              | Atlantic City (New Jersey), États-Unis | Médaille d'or      | 30 000 $ |
| 23 octobre 2011  | Electronic Sports World Cup 2011    | Paris, France                          | Médaille d'or      | 26 000 $ |
| 20 novembre 2011 | IGN ProLeague Season 4 UK Qualifier | Royaume-Uni                            | Médaille d'or      | 10 000 $ |

### 2012 (non exhaustif)
| date              | Nom du tournoi                      | Lieu                       | Place              | Gain                                               |
| ----------------- | ----------------------------------- | -------------------------- | ------------------ | -------------------------------------------------- |
| 25 février 2012   | Assembly Winter 2012                | Helsinki, Finlande         | Médaille d'argent  | 6 000 $                                            |
| 18 mars 2012      | Lone Star Clash                     | Texas, États-Unis          | Médaille d'or      | 5 000 $                                            |
| 20 mai 2012       | 2012 MLG Spring Arena 2             | New York, États-Unis       | Médaille de bronze | 3 600 $                                            |
| 27 mai 2012       | Red Bull Battlegrounds              | Austin (Texas), États-Unis | Médaille de bronze | 5 500 $                                            |
| 6 juin 2012       | DreamHack Open Summer 2012          | Jönköping, Suède           | demi-finaliste     | 25 000 SEK                                         |
| 8 juillet 2012    | WCS : France Nationals              | Paris, France              | Médaille d'or      | 6 000 $ et un voyage pour la finale Europe         |
| 15 juillet 2012   | North American Star League Season 3 | Toronto, Canada            | Médaille d'or      | 30 000 $                                           |
| 16 septembre 2012 | WCS : Europe Finals                 | Stockholm, Suède           | Médaille d'or      | 24 000 $ et un voyage pour la finale monde (Chine) |
| 3 novembre 2012   | Electronic Sports World Cup 2012    | Paris, France              | Médaille de bronze | 8 000 $                                            |
| 11 novembre 2012  | Lone Star Clash 2                   | Texas, États-Unis          | Médaille d'or      | 7 500 $                                            |
| 22 décembre 2012  | HomeStory Cup VI                    | Krefeld, Allemagne         | 4                  | 2 000 $                                            |

### 2013
| date        | Nom du tournoi           | Lieu               | Place             | Gain                                                         |
| ----------- | ------------------------ | ------------------ | ----------------- | ------------------------------------------------------------ |
| 26 mai 2013 | WCS 2013 Europe Saison 1 | Cologne, Allemagne | Médaille d'argent | 12 000 $ et un voyage pour la finale saison 1 (Corée du Sud) |

### 2016
| date         | Nom du tournoi                             | Lieu                       | Place         | Gain     |
| ------------ | ------------------------------------------ | -------------------------- | ------------- | -------- |
| 28 août 2016 | WESG 2016 : Africa & Middle East Qualifier | Dubaï, Émirats arabes unis | Médaille d'or | 12 058 $ |